# Démons et Merveilles (troupe)
Pour les articles homonymes, voir Démons et Merveilles.
 (janvier 2014).
Si vous disposez d'ouvrages ou d'articles de référence ou si vous connaissez des sites web de qualité traitant du thème abordé ici, merci de compléter l'article en donnant les références utiles à sa vérifiabilité et en les liant à la section « Notes et références ».
Démons et Merveilles est une compagnie de théâtre, basée en Maine-et-Loire.

## Présentation
Compagnie professionnelle spécialisée dans le théâtre d’images, visuel et non parlé, le Groupe Démons et Merveilles a été créé en 1991, à l’initiative de Xavier Jollivet et d’Hélène Taudiere.
Installée en Anjou, la compagnie a présenté ses spectacles en Allemagne, Belgique, Danemark, Canaries et Espagne, France et Guadeloupe, Hong Kong, Irlande, Israël, Italie, Japon, Luxembourg, Maroc, Pays-Bas, Pays-de-Galles, Portugal, Roumanie, Singapour, Suisse, Taiwan, Turquie...
Par ailleurs, elle a reçu le soutien du Ministère de la Culture / DRAC Pays de Loire, de la Région Pays de la Loire, du Département de Maine-et-Loire - EPCC Anjou-Théâtre, des Villes d'Angers, Avrillé et Saumur, de la Fondation d’Entreprise Mécène et Loire, ainsi que celui de nombreux Centres Culturels, Festivals et Théâtres.

## Spectacles
Depuis 1991, la Compagnie a produit 13 spectacles :
- 1991 - Maman Les P'tits Bateaux : spectacle tout public
- 1992 - Le Petit Chaperon Rouge : spectacle masqué jeune public 3-8 ans
- 1993 - Les Ornis : spectacle de rue, déambulatoire
- 1995 - L'Oiseau Bleu : spectacle masqué jeune public 5-9 ans
- 1997 - La Grande Epopée de Petit Bonhomme : spectacle visuel jeune-public 2-5 ans
- 2000 - Les Bestioles : spectacle masqué jeune public 4-8 ans
- 2002 - Les Petits Silences : spectacle rue et salle tout public à partir de 9 ans
- 2004 - Les Poules : spectacle de rue, déambulatoire
- 2007 - Les Masques !!! : spectacle familial dès 6 ans
- 2009 - Lulu Nuit Blanche : spectacle visuel pour les 3-6 ans
- 2012 - Un Papillon dans l’Hiver : spectacle tout public à partir de 7 ans
- 2013 - Les DéDé’s : spectacle déambulatoire pour la rue et l’ extérieur
- 2016 - Petite Rouge : spectacle visuel à partir de 4 ans